# الدوري النرويجي الممتاز 2013
الدوري النرويجي الممتاز 2013 (بالنرويجية: Tippeligaen 2013)‏ هو الموسم 69 من  الدوري النرويجي الممتاز. أقيم خلال الفترة 15 مارس 2013 وحتى 10 نوفمبر 2013، وكان عدد الأندية المشاركة فيه  16، وفاز فيه نادي سترومسغودست لكرة القدم.